# Ermita de Santa Ana (Trujillo)
La ermita de Santa Ana es una ermita en estado ruinoso ubicada en el municipio español de Trujillo, en la provincia de Cáceres. Fue construida en 1732 y estuvo en uso hasta 1809, cuando fue atacada durante la Guerra Peninsular. Desde 2013, el edificio está incluido junto con su pósito en la Lista roja de patrimonio en peligro de Hispania Nostra.
Se ubica en las afueras meridionales de la ciudad, junto a la autovía del Suroeste, accediéndose por un camino de medio kilómetro de longitud que sale al sur del parque de San Lázaro. Está construida sobre la cima de un pequeño cerro desde el que se puede ver una panorámica de gran parte la ciudad con su castillo al fondo.

## Historia
Este oratorio tiene su origen en un antiguo humilladero con cruz de término que se instaló a finales del siglo XVI entre las actuales ermita y pósito. Junto a esta estructura desaparecida, la ermita fue construida en 1732, por iniciativa de Francisco Laso de la Vega, obispo de Plasencia. Su función, aparte de ser un oratorio de campo a las afueras de la ciudad, incluía albergar tres misas cantadas anuales, que se celebrarían los días de San José y Santa Ana y el domingo del Rosario. En la misma época de su construcción, el obispo ordenó construir una casa para acoger a quienes fueran a rezar a la ermita. El complejo de edificios incluyó un pósito, cuya función era almacenar cereales para responder a crisis de escasez de alimentos. El oratorio estaba bajo la administración de un ermitaño.
El templo fue atacado en 1809 por las tropas napoleónicas, quedando inutilizable, por lo cual se tapió la portada en 1810. Desde entonces permanece en estado ruinoso y ha tenido un uso muy escaso. Durante la guerra civil que tuvo lugar en el país entre 1936 y 1939, se utilizaron las ruinas como polvorín. En 2006, la ermita se hizo conocida por albergar partes del rodaje de la película Teresa: el cuerpo de Cristo, en la cual las ruinas representaban la construcción del convento de San José de Ávila.

## Estado actual
De entre los edificios ruinosos del municipio, uno de los mejor conservados es esta ermita, ya que mantiene su estructura prácticamente íntegra, incluyendo casi toda la cubierta; sin embargo, presenta importantes problemas de humedad y riesgo de derrumbe, habiendo caído ya la cubierta de una sacristía. Se trata de un edificio de inspiración barroca y neoclásica, estructurado en una sola nave con dos sacristías y construido principalmente con mampostería, aunque con esquinas de sillarejo. Se orienta en sentido contrario a la tradición, con el imafronte al este y la cabecera al oeste. Se accede desde dicho imafronte oriental a través de una sencilla portada adintelada, sobre la cual se hallan las armas en relieve del obispo fundador. Tiene planta de cruz latina, con rotonda en el crucero.
Exceptuando la estructura del templo, la mayor parte del complejo que existía aquí en el siglo XVIII ha desaparecido o se halla en una ruina muy avanzada. No quedan bienes muebles en el interior de la ermita, que en su época albergó en su altar imágenes de Santa Ana y San Joaquín; el interior de la cabecera conserva una hornacina como vestigio. Solamente quedan algunos restos del suelo de cerámica del templo y de los frescos de los muros. La campana se conserva en la iglesia de Santa María, mientras que su espadaña, que se ubicaba en el lateral septentrional, se conserva en el castillo. El pósito ha perdido por lo general su cubierta, aunque conserva en su fachada otro escudo en relieve del obispo. El humilladero del siglo XVI fue trasladado en el siglo XIX a la Plaza Mayor como templete de música, pero en pocos años fue destruido para crear una nueva ornamentación.
Aunque la ermita se ubica en una parcela rústica privada, el edificio se halla junto al camino que le da acceso y carece de cierre. Este hecho, unido a la panorámica que se ve desde el cerro, hace que la ermita sea una conocida zona de paseo muy visitada. Sin embargo, no todos los visitantes llegan hasta aquí con buenas intenciones: el interior de la ermita suele estar lleno de residuos de botellón y los muros han sido vandalizados con pintadas sin valor artístico, afectando algunas de ellas a los restos de los frescos.
La Junta de Extremadura ha incluido estas ruinas en el Inventario del Patrimonio Histórico y Cultural de Extremadura, pero solamente a efectos de impedir intervenciones perjudiciales sobre los restos del edificio, pues no consta la existencia de ningún plan para su restauración. Los escudos de armas del obispo fundador están protegidos como bien de interés cultural por la declaración genérica de la disposición adicional segunda de la Ley de Patrimonio Histórico y Cultural de Extremadura.